# Spoorlijn Frankfurt - Heidelberg
De spoorlijn Frankfurt am Main - Heidelberg / Mannheim ook wel Main-Neckar-Bahn genoemd is een Duitse spoorlijn als lijn 3601, (Frankfurt (Main) Hbf - aansluiting Heidelberg-Wieblingen) onder beheer van DB Netze.

## Geschiedenis
Het traject werd door de Hessische Ludwigs-Eisenbahn-Gesellschaft in fases geopend:
- 22 juni 1846: Langen - Darmstadt - Bensheim
- 16 juli 1846: Langen - Mainspitze (Frankfurt) - Frankfurt-Lokalbahnhof
- 1 augustus 1846: Bensheim - Heidelberg, deels met derde rail (tot 1855) en het traject naast de Rheitalbahn naar Mannheim

## Treindiensten

### Deutsche Bahn
De Deutsche Bahn verzorgt het personenvervoer op dit traject met RE- en RB-treinen.

### InterCityExpress
De InterCityExpress, afgekort als ICE, is de snelste trein van spoorwegmaatschappij DB Fernverkehr, onderdeel van Deutsche Bahn.

### S-Bahn
De S-Bahn, meestal de afkorting voor Stadtschnellbahn, soms ook voor Schnellbahn, is een in Duitsland ontstaan (elektrisch) treinconcept, tussen de RegionalBahn (stoptrein) en de Stadtbahn (stadsvervoer) in. De S-Bahn maakt meestal gebruik van de normale spoorwegen om grote steden te verbinden met andere grote steden of forensengemeenten. De treinen rijden volgens een vaste dienstregeling met een redelijk hoge frequentie.

#### S-Bahn Rhein-Main
De treinen van de S-Bahn Rhein-Main tussen Frankfurt en Darmstadt maken gebruik van dit traject.
- S3 Bad Soden ↔ Darmstadt:

Limesbahn - Kronberger Bahn - Homburger Bahn - Citytunnel - Main-Neckar-Bahn
- S4 Kronberg ↔ Langen (↔ Darmstadt): Kronberger Bahn - Homburger Bahn - Citytunnel - Main-Neckar-Bahn

## Aansluitingen
In de volgende plaatsen was of is er een aansluiting van de volgende spoorwegmaatschappijen:

### Frankfurt am Main

#### Frankfurt am Main Hauptbahnhof
- Taunusbahn spoorlijn tussen Frankfurt am Main en Wiesbaden
- Mainbahn spoorlijn tussen Mainz en Frankfurt am Main
- Main-Neckar-Eisenbahn spoorlijn tussen Frankfurt am Main en Heidelberg
- Main-Weser-Bahn spoorlijn tussen Kassel Hbf en Frankfurt am Main
- Main-Lahn-Bahn spoorlijn tussen Frankfurt am Main en Limburg an der Lahn
- Riedbahn spoorlijn tussen Frankfurt am Main en Mannheim / Worms / vroeger ook naar Darmstadt
- Kinzigtalbahn spoorlijn tussen Fulda en Frankfurt am Main
- Homburger Bahn spoorlijn tussen Frankfurt am Main via (Bad) Homburg naar Friedberg en Friedrichsdorf
  - Spoorlijn Friedberg - Friedrichsdorf spoorlijn tussen Friedberg en Friedrichsdorf
- Königsteiner Bahn spoorlijn tussen Frankfurt-Höchst en Königstein im Taunus
- Kronberger Bahn spoorlijn tussen Frankfurt-Rödelheim en Kronberg im Taunus
- Limesbahn spoorlijn tussen Bad Soden am Taunus en Niederhöchstadt
- Sodener Bahn spoorlijn tussen Frankfurt-Höchst en Bad Soden am Taunus
- Taunusbahn spoorlijn tussen Frankfurt am Main en Brandoberndorf
- Friedberg - Friedrichsdorf spoorlijn tussen Friedberg (Hessen) en Friedrichsdorf (Taunus)
- Niddertalbahn spoorlijn tussen Frankfurt am Main en Lauterbach Nord
- Frankfurt-Hanauer Eisenbahn spoorlijn tussen Frankfurt am Main en Hanau
- Dreieichbahn spoorlijn tussen Dreieich-Buchschlag en Dieburg
- Odenwaldbahn spoorlijn tussen Darmstadt / Hanau en Eberbach am Neckar
- S-Bahn Rhein-Main treindienst rond Frankfurt am Main
- Stadtwerke Verkehrsgesellschaft Frankfurt am Main mbH (VGF) stadstram en U-Bahn in Frankfurt en Offenbach

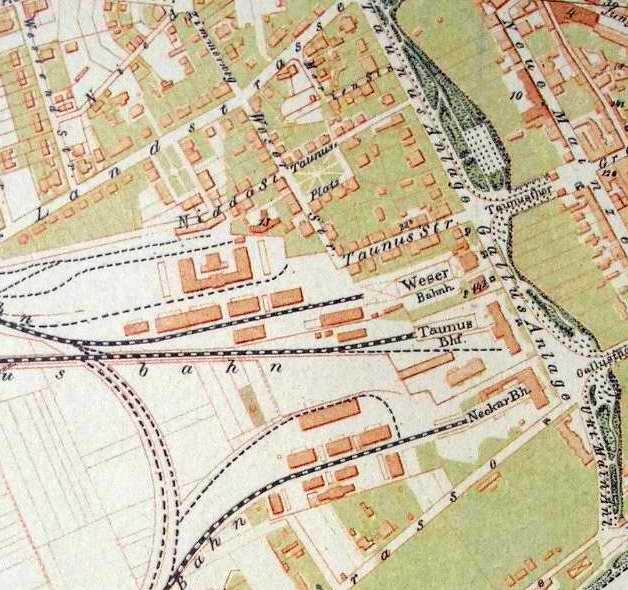
De Taunusbahnhof in Frankfurt en de andere stations rond 1860

#### Frankfurt am Main Main-Weser-Bahnhof
- Main-Weser-Bahn spoorlijn tussen Frankfurt am Main en Kassel

#### Frankfurt am Main Taunusbahnhof
- Taunus-Eisenbahn spoorlijn tussen Frankfurt am Main en Wiesbaden

#### Frankfurt am Main Main-Neckar-Bahnhof
- Main-Neckar-Bahn spoorlijn tussen Frankfurt am Main en Heidelberg

### Darmstadt
- Main-Neckar-Bahn spoorlijn tussen Frankfurt am Main en Heidelberg
- Rhein-Main-Bahn spoorlijn van Wiesbaden over Mainz en Darmstadt naar Aschaffenburg
- Riedbahn spoorlijn tussen Mannheim / Worms en Frankfurt am Main, vroeger ook naar Darmstadt
- Odenwaldbahn spoorlijn tussen Darmstadt en Wiebelsbach
- Eisenbahnmuseum Darmstadt-Kranichstein spoorwegmuseum Darmstadt-Kranichstein
- Straßenbahn Darmstadt HEAG mobilo stadstram Darmstadt

### Heppenheim (Bergstr)
- Main-Neckar-Eisenbahn spoorlijn tussen Frankfurt am Main en Heidelberg
- Nibelungenbahn spoorlijn tussen Worms en Bensheim

### Bensheim
- Main-Neckar-Eisenbahn spoorlijn tussen Frankfurt am Main en Heidelberg
- Nibelungenbahn spoorlijn tussen Worms en Bensheim

### Weinheim (Bergstr)
- Main-Neckar-Eisenbahn spoorlijn tussen Frankfurt am Main en Heidelberg
- Weinheim - Worms spoorlijn tussen Weinheim en Worms
- Oberrheinische Eisenbahn spoorlijn tussen Mannheim en Weinheim
- Oberrheinische Eisenbahn spoorlijn tussen Heidelberg en Weinheim

### Mannheim-Friedrichsfeld

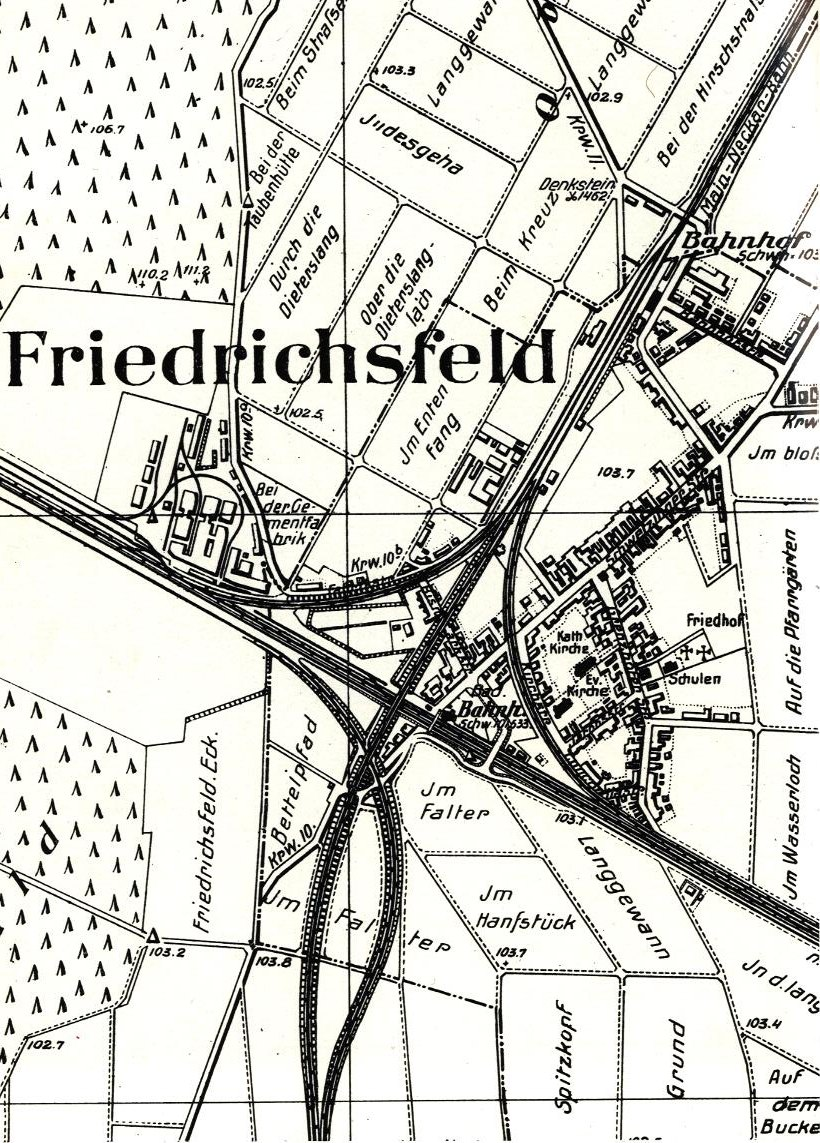
Mannheim-Friedrichsfeld situatie ±1900

- Rheintalbahn spoorlijn tussen Mannheim Hbf en Basel Bad.bf
- verlenging tot Schwetzingen

### Mannheim
- Main-Neckar-Eisenbahn spoorlijn tussen Frankfurt am Main en Heidelberg
- Rheintalbahn spoorlijn tussen Mannheim Hbf en Basel Bad.bf
- Rheinbahn spoorlijn tussen Mannheim en Roeschwoog (Frankrijk)
- Riedbahn spoorlijn tussen Mannheim / Worms en Frankfurt am Main, vroeger ook naar Darmstadt
- Pfälzische Ludwigsbahn spoorlijn tussen Mannheim en Saarbrücken
- Mainz – Ludwigshafen spoorlijn tussen Ludwigshafen en Mainz
- HSL Rhein/Main – Rhein/Neckar spoorlijn tussen Frankfurt am Main en Mannheim
- HSL Mannheim – Stuttgart spoorlijn tussen Mannheim en Stuttgart
- Rhein-Haardtbahn spoorlijn tussen Mannheim en Bad Dürkheim
- Oberrheinische Eisenbahn spoorlijn tussen Mannheim en Heidelberg
- Oberrheinische Eisenbahn spoorlijn tussen Mannheim en Weinheim
- Oberrheinische Eisenbahn spoorlijn tussen Mannheim en Heddesheim
- Mannheimer Verkehrs Verbund (MVV) stadstram in Mannheim/Ludwigshafen
- Verkehrsbetriebe Ludwigshafen (VBL) stadstram in Ludwigshafen/Mannheim

### Heidelberg

#### Oud station Heidelberg
Het station in Heidelberg werd in 1840 gebouwd als kopstation aan de spoorlijn naar Mannheim. Het station lag in de omgeving van de tegenwoordige Poststraße en Kurfürstenanlage. In 1846 volgde de spoorlijn naar Frankfurt am Main. In 1862 werd een doorgaande spoorlijn naar Heilbronn en Odenwald aangelegd.
- Main-Neckar-Eisenbahn, spoorlijn tussen Frankfurt am Main en Heidelberg
- Baden-Kurpfalz-Bahn, spoorlijn tussen Heidelberg en Karlsruhe
  - Rheintalbahn, spoorlijn tussen Mannheim Hbf en Basel Bad.bf
- Elsenztalbahn, spoorlijn tussen Heidelberg over Sinsheim naar Bad Friedrichshall-Jagstfeld
- Neckartalbahn, spoorlijn tussen Heidelberg over Eberbach en Mosbach naar Bad Friedrichshall-Jagstfeld
- Heidelberg - Speyer, spoorlijn tussen Heidelberg en Speyer

#### Heidelberg Hbf
Door de Eerste en de Tweede Wereldoorlog werd rond 1955 begonnen met plannen voor een nieuw station in Heidelberg. Het nieuwe station werd aan de Willy-Brandt-Platz gebouwd en op 5 mei 1955 geopend door Bundespräsident Theodor Heuss. Het was de eerste nieuwbouw station van de Bundesrepublik.
- Main-Neckar-Eisenbahn, spoorlijn tussen Frankfurt am Main en Heidelberg
  - Rheintalbahn, spoorlijn tussen Mannheim Hbf en Basel Bad.bf
- Elsenztalbahn, spoorlijn tussen Heidelberg over Sinsheim naar Bad Friedrichshall-Jagstfeld
- Neckartalbahn, spoorlijn tussen Heidelberg over Eberbach en Mosbach naar Bad Friedrichshall-Jagstfeld
- Heidelberg - Speyer, spoorlijn tussen Heidelberg en Speyer
- Oberrheinische Eisenbahn spoorlijn tussen Heidelberg en Mannheim
- Oberrheinische Eisenbahn spoorlijn tussen Heidelberg en Weinheim
- Oberrheinische Eisenbahn spoorlijn tussen Heidelberg en Ketsch
- Heidelberger Straßen- und Bergbahn (HSB) stadstram in Heidelberg

### Spoorlijn Mannheim - Heidelberg
Het breedspoor traject van de Rheintalbahn met een spoorbreedte van 1600 mm tussen Mannheim Friedrichsfeld en Heidelberg werd tussen 1846 en 1855 voorzien van een derde rail met een spoorbreedte van 1435 mm ten behoeve van de Main-Neckar-Bahn tussen Frankfurt en Heidelberg / Mannheim. Naast het breedspoortraject met een spoorbreedte van 1600 mm tussen Mannheim en Mannheim Friedrichsfeld werd een apart treject met een spoorbreedte van 1435 mm ten behoeve van de Main-Neckar-Bahn aangelegd.
Parallel aan de Rheintalbahn werd door de Oberrheinische Eisenbahn een smalspoorlijn tussen Mannheim en Heidelberg aangelegd.

## Elektrische tractie
Het traject werd in fases geëlektrificeerd met een spanning van 15.000 volt 16⅔ Hz wisselstroom.